# Мастер королевской музыки
Мастер королевской музыки (англ. Master of the King's Music или англ. Master of the Queen's Music, в зависимости от пола царствующего монарха; до 1975 года с архаическим написанием последнего слова Musick) — почётная придворная должность в Великобритании. Учреждена в 1625 году королём Карлом I.
Первоначально главной обязанностью исполняющего эту должность музыканта было руководство личным королевским музыкальным ансамблем, музицировавшим для монаршей особы, а подчас и с её участием. Этот ансамбль был распущен в 1901 году, и за Мастером королевской музыки осталось преимущественно сочинение музыки для особо торжественных случаев (юбилеев, свадеб, похорон). Прежде должность всегда была пожизненной, однако в 2004 году её новый держатель был назначен сроком на 10 лет.

## Мастера королевской музыки
- Николас Лэньер (1625—1666, с перерывом на время протектората Кромвеля)
- Луис Грабю (1666—1674)
- Николас Стэггинс (1674—1700)
- Джон Экклз (1700—1735)
- Морис Грин (1735—1755)
- Уильям Бойс (1755—1779)
- Чарлз Джон Стенли (1779—1786)
- Уильям Парсонс (1786—1817)
- Уильям Шилд (1817—1829)
- Кристиан Крамер (1829—1834)
- Франц Крамер (1834—1848)
- Джордж Фредерик Андерсон (1848—1870)
- Уильям Джордж Казинс (1870—1893)
- Уолтер Пэррат (1893—1924)
- Эдуард Элгар (1924—1934)
- Генри Уолфорд Дэвис (1934—1941)
- Арнольд Бакс (1942—1952)
- Артур Блисс (1953—1975)
- Малколм Уильямсон (1975—2003)
- Питер Максвелл Дэвис (2004—2014)
- Джудит Уир (2014—2024)
- Эрроллин Уоллен (с 2024 г.)